# Mohamed Farid Zalhoud
Farid Mohamed Zalhoud est un poète marocain de langue française, un peintre et un sculpteur né en 1959 à Tafraout au Maroc.

## Œuvre
Farid Mohamed Zalhoud a composé une trilogie poétique en amazigh intitulée Imerruyen, takad, ighd (Étincelles, feu, cendres), éditée aux Éditions Berbères, à Paris, sous le titre Afgan Zund Argan.
Parole de Paria est son premier recueil de poésie paru dans Les Cahiers d’Anoual.
En 2007, il a publié deux nouveaux recueils en PDF chez Diogène Éditions Libres : Ultime Poème et Semblable à l’arganier.
Fin août 2008, une anthologie intitulée Mots de neige, de sable et d'océan : littératures autochtones" paraît au Québec, sous la direction de Maurizio Gatti, avec une préface de Tomson Highway, et regroupe trente-et-un auteurs, dont Farid Mohamed Zalhoud.
Premier recueil du genre à être publié au Canada, Mots de neige, de sable et d’océan rassemble des textes d’auteurs autochtones de la francophonie. Amérindiens (Québec), Berbères (Afrique du Nord), Kanaks (Nouvelle-Calédonie) et Polynésiens (Polynésie française) s’y côtoient à travers la littérature, évoquant de nombreux thèmes communs dont le lien au territoire, l’amour des traditions et le vécu colonial. Les auteurs y présentent poèmes, récits, extraits de roman, de pièces de théâtre et autres genres propres à leurs traditions.

## Prix littéraires
Mohamed Farid Zalhoud a obtenu trois prix littéraires :
- 1997 : prix Saïd Sifaw
- 2000 : prix du jeune créateur du Grand prix international Abdelkrim Khattabi
- 2001 : prix Tamaynut